# Chancellor (Alberta)
Pour les articles homonymes, voir Chancellor (homonymie).
Chancellor est un hameau (hamlet) du Comté de Wheatland, situé dans la province canadienne d'Alberta.

## Démographie
En tant que localité désignée dans le recensement de 2011, Chancellor a une population de 5 habitants dans 5 de ses 6 logements, soit une variation de 0.0% avec la population de 2006. Avec une superficie de 0,326 5 km2, le hameau possède une densité de population de 15,313 9 hab/km2 en 2011.
Concernant le recensement de 2006, Chancellor abritait 5 habitants dans 5 de ses 6 logements. Avec une superficie de 0,326 5 km2, le hameau possédait une densité de population de 15,3 hab/km2 en 2006.